# Celama geminata
Celama geminata är en fjärilsart som beskrevs av Paul Mabille 1900. Celama geminata ingår i släktet Celama och familjen trågspinnare. Inga underarter finns listade i Catalogue of Life.